# Intrahandel
Als Intrahandel wird der Warenhandel innerhalb des Europäischen Binnenmarkts bezeichnet. Pendant ist der Extrahandel.
Seit Januar 1993 ergab sich die Notwendigkeit, zwischen innergemeinschaftlichem Handel innerhalb der EU-Mitgliedstaaten und dem Handel mit Drittstaaten (Extrahandel) zu unterscheiden. Das lag vor allem an der Frage des Herkunftslandes der gehandelten Waren und deren zollrechtlicher Behandlung. 

## Terminologie
Auch die zollrechtliche Sprachregelung wurde angepasst, denn im Intrahandel gibt es „Versendung“ und „Eingang“, während die gängigeren Begriffe Export und Import dem Extrahandel vorbehalten bleiben. Unionswaren sind alle Waren, die in der Europäischen Union gewonnen oder hergestellt wurden oder sich im zollrechtlich freien Verkehr befinden. Letzteres trifft beispielsweise auf Waren zu, die ein deutscher Importeur ordnungsgemäß verzollt aus Taiwan einführt und an einen anderen EU-Mitgliedstaat weiterverkauft. Nichtunionswaren, die in den zollrechtlich freien Verkehr überführt worden sind, werden dadurch zu Unionswaren und erhalten gemäß Art. 28 Abs. 2 AEUV Zugang zum freien Warenverkehr des Intrahandels.

## Übersicht
Intra- und Extrahandel unterscheiden sich wie folgt:
| Fachausdruck | Intrahandel          | Extrahandel     |
| ------------ | -------------------- | --------------- |
| Intrahandel  | Versendung Eingang   | Export Import   |
| Warenart     | Unionsware           | Nichtunionsware |
| Zollrecht    | Zollgebiet der Union | Außenzoll       |

## Handelsbilanz
Die Handelsbilanz eines EU-Mitgliedstaates ist ein Aggregat aus dem Intra- und Extrahandel, sie unterscheidet nicht zwischen Intra- und Extrahandel. Die Außenhandelsstatistik erfasst dagegen beide getrennt. 

## Meldung
Für Wirtschaftssubjekte gibt es die Pflicht, den Intrahandel an das Statistische Bundesamt zu melden (sogenannte Intrastat-Meldung aufgrund der  Verordnung (EU) 2019/2152 vom 27. November 2019 über europäische Unternehmensstatistiken). Dabei gibt es generelle Befreiungen in Form einer sogenannten Befreiungsliste und wertmäßige für Wirtschaftssubjekte mit nur geringem Intrahandel (unter 500.000 Euro pro Jahr für Versendungen bzw. unter 800.000 Euro je Jahr für Eingänge).
Die Meldung ist auf elektronischem Wege zu übermitteln. Als Mittel stehen dabei das IDEV-Meldesystem, in dem zwischen zwei verschiedenen Meldesystemen (Online-Formularmeldung oder Datei-Upload) gewählt werden kann und das Meldeverfahren eSTATISTIK.core zur Verfügung.